# Wybory prezydenckie na Litwie w 2014 roku
Wybory prezydenckie na Litwie w 2014 roku odbyły się 11 maja 2014. Według oficjalnych wyników ogłoszonych 12 maja przez Centralną Komisję Wyborczą Republiki Litewskiej zwycięstwo w I turze odniosła Dalia Grybauskaitė, która zdobyła 46,61% głosów. Wynik ten nie był wystarczający do wygrania wyborów w pierwszej turze, przez co odbyła się druga tura wyborów prezydenckich. Druga tura wyborów prezydenckich została przeprowadzona jednocześnie z wyborami do parlamentu europejskiego 25 maja 2014. W wyborach wygrała Dalia Grybauskaitė.

## Kandydaci
O urząd prezydenta zawalczyło 7 kandydatów, w tym obecna prezydent Dalia Grybauskaitė.
- Dalia Grybauskaitė
- Zigmantas Balčytis
- Artūras Zuokas
- Bronis Ropė
- Naglis Puteikis
- Artūras Paulauskas
- Waldemar Tomaszewski

## Wyniki
Według Centralnej Komisji Wyborczej Republiki Litewskiej do udziału w wyborach uprawnionych było 2.5 miliona obywateli Litwy. Udział w wyborach wzięło 1 331 982 głosujących, co stanowiło 52,14% uprawnionych do głosowania. Głosy ważne stanowiły 98,47% wszystkich oddanych głosów.

### I tura[2]
| Kandydat             | Partia                                | Głosy     | %      |
| -------------------- | ------------------------------------- | --------- | ------ |
| Dalia Grybauskaitė   | Niezależna                            | 611 293   | 46,61% |
| Zigmantas Balčytis   | Litewska Partia Socjaldemokratyczna   | 181 555   | 13,84% |
| Artūras Paulauskas   | Partia Pracy                          | 160 058   | 12,20% |
| Naglis Puteikis      | Niezależny                            | 124 216   | 9,47%  |
| Waldemar Tomaszewski | Akcja Wyborcza Polaków na Litwie      | 109 627   | 8,37%  |
| Artūras Zuokas       | Związek TAK                           | 69 553    | 5,30%  |
| Bronis Ropė          | Litewski Związek Rolników i Zielonych | 55 235    | 4,21%  |
| Razem                | Razem                                 | 1 375 638 | 100%   |

### II tura
| Kandydat           | Partia                              | Głosy   | %      |
| ------------------ | ----------------------------------- | ------- | ------ |
| Dalia Grybauskaitė | Niezależna                          | 700 584 | 57,87% |
| Zigmantas Balčytis | Litewska Partia Socjaldemokratyczna | 485 935 | 40,14% |
| Razem              |                                     |         |        |